# Дмитрієвка (Благовіщенський район, Алтайський край)
Дми́трієвка (рос. Дмитриевка) — село у складі Благовіщенського району Алтайського краю, Росія. Входить до складу Леньківської сільської ради.

## Населення
Населення — 103 особи (2010; 175 у 2002).
Національний склад (станом на 2002 рік):
- росіяни — 96 %